# Scabricola barrywilsoni
Scabricola barrywilsoni is een slakkensoort uit de familie van de Mitridae. De wetenschappelijke naam van de soort is voor het eerst geldig gepubliceerd door J. Cate.